# Labababa
Labababa är ett studioalbum av den svenska hiphop- och rapgruppen Labyrint. Labababa släpptes  30 november 2011 och är gruppens debutalbum. Albumet producerades av Universal Records.

## Låtlista
1. "Intro" - 3:00
2. "Kärleken?" - 3:56
3. "Wärsta wiben" (feat. Kapten Röd) - 3:41
4. "Ortens Favoriter" - 4:07
5. "Ensam" - 3:29
6. "Broder" (feat. Amsie Brown) - 4:44
7. "25:e (Jag hatar mitt jobb)" - 3:50
8. "Arbetsmoral" - 3:36
9. "Hasslade" - 3:09
10. "This Meck paus Was Brought To You By Labababa" - 1:15
11. "Vill Ha Dig" - 3:43
12. "Gatubarn" (feat. Rootbound Williams) - 4:16
13. "Tribulations"  - 4:33
14. "Fortfarande Ont" - 4:50
15. "Mitt i maten" (feat. Sacke O Verron) - 2:36
16. "Släpp henne fri" (feat. Helt Off) - 5:00
17. "Välkommen hem" (feat. Dani M) - 4:04
18. "Smutsfolk" (Bonusspår) - 3:25
19. "Vatroru?" (Bonusspår) - 4:03

### Singlar (A- och B-sidor)
- 2010 – Kärleken?
  - Hat!
- 2011 – Hasslade
  - Aboooow
  - Eldupphör
  - Smutsfolk
- 2012 – Ortens favoriter